# Женская сборная Греции по волейболу
Женская национальная сборная Греции по волейболу (греч. Εθνική ομάδα πετοσφαίρισης Ελλάδας γυναικών) — представляет Грецию на международных соревнованиях по волейболу. Управляющей организацией выступает Греческая федерация волейбола (Ελληικη Ομοσπονδια Πετοσφαιρισησ — ЕОПЕ).

## История
Волейбол появился в Греции в 1922 году в афинском спортивном клубе «Панионис», где его пропагандистом был А.Лефкатидис. Большой вклад в развитие новой игры в стране внесли местные организации YMCA. Первые национальные соревнования мужских команд состоялись в 1925 году в Афинах, женских — в 1926 в Салониках. В 1949 в состав Международной федерации волейбола (ФИВБ) вступила Ассоциация спортивных клубов Греции (основана в 1925 году; объединила все спортивные клубы страны, в том числе волейбольные). Самостоятельная Греческая федерация волейбола образована в 1970 году. В настоящее время среди игровых видов спорта волейбол по популярности занимает 3-е место, уступая футболу и баскетболу.
Впервые женская национальная сборная была сформирована в 1966 году. В своём первом товарищеском матче греческие волейболистки уступили сборной Турции 0:3.
Дебют сборной Греции в официальных международных соревнованиях связан с деятельность тренер Димитриса Флороса, возглавившего команду в 1984 году и проработавшего в ней на посту главного тренера на протяжении 20 лет. В мае 1985 греческие волейболистки впервые заявились для участия в чемпионате Европы. Соревнования в одной из групп отборочного турнира Евро-85 прошли в греческом городе Салоники и завершились для хозяек вполне успешно. Победив команды Австрии, Швейцарии, Швеции и Финляндии и проиграв только румынкам, сборная Греции заняла 2-е место и квалифицировалась в финальную стадию чемпионата. Само же европейское первенство, прошедшее в сентябре—октябре того же года в Нидерландах, сложилось для дебютанток, не имевших серьёзного опыта участия в международных турнирах, неудачно — 7 поражений в 7 матчах и ни одной выигранной партии.
Следующий выход сборной Греции в основную стадию континентального первенства относится к 1991 году. На нём греческие волейболистки заняли 8-е место среди 12 команд-участниц, показав лучший для себя результат за всё время участия в чемпионатах Европы. В последующее же десятилетие национальная команда Греции держалась весьма скромно, всего лишь дважды за это квалифицировавшись в число участниц европейских первенств.
В 2001 году сборная Греции единственный раз в своей истории смогла отобраться на чемпионат мира. На турнире, проходившем в 2002 в Германии, греческие волейболистки в 8 проведённых матчах сумели одержать 4 победы, в том числе над сборными Китая и Польши, и разделили итоговые 10—12-е места. Значительную роль в национальной команде играли две российские волейболистки из подмосковного «Заречья-Одинцово» Жанна Проничева (Прониаду) и Татьяна Смирнова (Смирниду), в 2001 принявшие греческое гражданство и на протяжении трёх лет выступавшие за сборную Греции.
В 2004 году в Афинах проходили Олимпийские игры и на правах хозяйки в волейбольном турнире Игр приняли участие и волейболистки Греции. Олимпийский дебют вышел неудачным — 5-е место в групповом раунде при единственной победе над сборной Кении и четырёх поражениях от Бразилии, Италии, Южной Кореи и Японии. На этой стадии выступление гречанок на домашней Олимпиаде и закончилось.
С середины 2000-х в игре сборной Греции наступил затянувшийся до нынешнего времени кризис. С этого периода греческим волейболисткам ни разу не удалось квалифицироваться ни на Олимпийские игры, ни на чемпионаты мира и Европы. Негативным образом сказывается на выступлении национальной команды и тренерская чехарда, наступившая после ухода в 2004 с поста наставника Димитроса Флороса. Не улучшили результаты ни привлечение в 2010 году к руководству сборной известного итальянского специалиста Джованни Капрары, ни возвращение в 2011 Флороса на пост главного тренера (проработал в этой должности до 2013).
В преддверии отбора на чемпионат Европы 2017 сборную вновь (уже в 3-й раз) возглавил Д.Флорос, но это не помогло греческим волейболисткам преодолеть квалификационный турнир. В своей группе они провели 6 матчей и во всех проиграли.
В 2018 году под руководством испанского тренера Гильермо Наранхо Эрнандеса национальная команда Греции в своей группе отборочного турнира чемпионата Европы заняла первое место и после 18-летнего перерыва вновь была представлена в финальной стадии континентального первенства, где дошла до 1/8-финала, уступив право на продолжение борьбы за медали команде Нидерландов.

## Результаты выступлений и составы

### Олимпийские игры
В Олимпийских играх 1964-2000 сборная Греции участия не принимала.
- 2004 — 9—10-е место
- 2008 — не участвовала
- 2012 — не квалифицировалась
- 2016 — не участвовала
- 2020 — не участвовала
- 2024 — не участвовала
- 2004: Жанна Прониаду, Мария Гарангуни, Ники Гарангуни, Элени Меметци, Хариклея Саккула, Элефтерия Хатцинику, Иоанна Влаху, Василики Папазоглу, София Иорданиду, Георгия Цанакаки, Элени Киоси, Руксандра Димитреску. Тренер — Димитриос Флорос.

### Чемпионаты мира
В чемпионатах мира 1952-1990 сборная Греции участия не принимала.
- 1994 — не квалифицировалась
- 1998 — не участвовала
- 2002 — 10—12-е место
- 2006 — не квалифицировалась
- 2010 — не квалифицировалась
- 2014 — не квалифицировалась
- 2018 — не квалифицировалась
- 2022 — не квалифицировалась
- 2025 —

- 2002: Жанна Прониаду, Мария Гарангуни, Ники Гарангуни, Фиданка Сапарефска, Элефтерия Хатцинику, Элени Меметци, Василики Папазоглу, Вая Дирва, Хариклея Саккула, Элени Киоси, Иоанна Влаху, Татьяна Смирниду. Тренер — Димитриос Флорос.

### Гран-при
В розыгрышах Гран-при 1993—2003 и 2005—2017 сборная Греции участия не принимала.
- 2004 — не квалифицировалась

### Чемпионаты Европы
В чемпионатах Европы 1949-1983 сборная Греции участия не принимала.
| - 1985 — 12-е место - 1987 — не квалифицировалась - 1989 — не квалифицировалась - 1991 — 8-е место - 1993 — 11—12-е место - 1995 — не квалифицировалась - 1997 — не квалифицировалась - 1999 — не квалифицировалась - 2001 — 11—12-е место - 2003 — не квалифицировалась - 2005 — не квалифицировалась | - 2007 — не квалифицировалась - 2009 — не квалифицировалась - 2011 — не квалифицировалась - 2013 — не квалифицировалась - 2015 — не квалифицировалась - 2017 — не квалифицировалась - 2019 — 9—16-е место - 2021 — 21—24-е место - 2023 — 21—24-е место - 2026 — |

- 2001: Урания Гузу, Мария Гарангуни, Элени Франгиадаки, Ники Гарангуни, Фиданка Сапарефска, Георгия Параскаки, Элефтерия Хатцинику, Василики Папазоглу, Мария Хатциниколау, Вая Дирва, София Иорданиду, Иоанна Влаху. Тренер — Димитриос Флорос.
- 2019: Мария-Элени Артакиану, Мария Экономиду, Панайота Диоти, Георгия Лампруси, Арета Кономи, Ольга Страндзали, Эвангелия Мертеки, Анти Василантонаки, Атина Папафотиу, Анастасия Тоциду, Стилиани Христодулу, Анна Калантадзе, Ангелики-Мелина Эмманулиду, Константина Влахаки. Тренер — Гильермо Наранхо Эрнандес.
- 2021: Экатерина Йота, Мария-Элени Артакиану, София Косма, Ольга Вергиду, Марта-Эвдокия Антули, Георгия Лампруси, Панайота Ронга, Ольга Страндзали, Иоанна-Ламприни Полинопулу, Анти Василантонаки, Эвангелия Хантава, Стилиани Христодулу, Константина Влахаки, Ангелики-Мелина Эммануилиду. Тренер — Гильермо Наранхо Эрнандес.

### Евролига
- 2009 — 7—8-е место
- 2010 — 7—8-е место
- 2011 — 10—12-е место
- 2012 — 10—12-е место
- 2013 — не участвовала
- 2014 — 7—8-е место
- 2015 — 3—4-е место
- 2016 — 3—4-е место
- 2017 — не участвовала
- 2018 — не участвовала
- 2019 — 15—16-е место (3—4-е в Серебряной лиге)
- 2021 — не участвовала
- 2022 — не участвовала
- 2023 — не участвовала
- 2024 — не участвовала
- 2025 — 7-е место

### Средиземноморские игры
- 2-е место — 2005, 2018.
- 3-е место — 1991.

### Кубок весны
Женская сборная Греции один раз побеждала (в 1989) и 8 раз становилась призёром (серебряным — в 1988, 1994 и 2005; бронзовым — в 1990, 1991, 1995, 1996 и 2000) в традиционном международном турнире Кубок весны (Spring Cup), который ежегодно (с 1962 для мужских и с 1973 для женских сборных команд) проводился по инициативе федераций волейбола западноевропейских стран.

## Состав
Сборная Греции в квалификации чемпионата Европы 2026 (2024 год)
| №  | Имя, фамилия           | Год рождения | Рост | Амплуа      | Клуб                         |
| -- | ---------------------- | ------------ | ---- | ----------- | ---------------------------- |
| 1  | Марта-Эвдокия Антули   | 2004         | 202  | нападающая  | «Реале Мутуа Фенера» Кьери   |
| 2  | Мария-Элени Артакиану  | 1994         | 186  | либеро      | «Олимпиакос» Пирей           |
| 2  | Марианна Белия         | 1998         | 165  | либеро      | «Панатинаикос» Афины         |
| 3  | Ирини Хатциэфстратиаду | 1995         | 188  | центральная | «Панатинаикос» Афины         |
| 4  | Эвангелия Тани         | 2004         | 182  | связующая   | «Панатинаикос» Афины         |
| 5  | Асимина Николоянни     | 1999         | 185  | нападающая  | «Пэ д’Э» Венель              |
| 7  | Элена Каракаси         | 2000         | 182  | связующая   | «Ориведен Поннистус» Оривеси |
| 9  | Аристея Тонтаи         | 1999         | 195  | центральная | «Мюлуз Эльзас» Мюлуз         |
| 11 | Ламприни Константиниду | 1996         | 184  | связующая   | «Веро Воллей Милано» Монца   |
| 12 | Ольга Страндзали       | 1996         | 185  | нападающая  | «Тальмассонс»                |
| 13 | Эфросини Вакодиму      | 200          | 181  | нападающая  | «Кунео»                      |
| 14 | Кириаки Терзоглу       | 2003         | 186  | центральная | ПАОК Салоники                |
| 15 | Элена Вака             | 2001         | 186  | нападающая  | ПАОК Салоники                |
| 16 | Георгия Антонакаки     | 2002         | 175  | либеро      | «Панатинаикос» Афины         |
| 18 | Маркелла Папагеоргиу   | 1999         | 186  | центральная | «Тирас» Тира                 |
| 21 | Мария Цициянни         | 2000         | 188  | нападающая  | «Конкореццо»                 |

- Главный тренер — Апостолос Иконому.
- Тренеры — Харалампос Скутелакос, Стефанос Христодулакис.